# Pimelodus microstoma
Pimelodus microstoma är en fiskart som beskrevs av Steindachner, 1877. Pimelodus microstoma ingår i släktet Pimelodus och familjen Pimelodidae. Inga underarter finns listade i Catalogue of Life.